# Сендоу, № 1 (филм, 1894)
"Сендоу, № 1" (на английски: Sandow, No. 1) е американски късометражен документален ням филм от 1894 година на режисьора Уилям Кенеди Диксън с участието на културиста Юджин Сендоу. Той е част от поредица от три филма (заедно със Сендоу, № 2 и Сендоу, № 3), известна под заглавието „Сувенирна лента от кинетоскопа на Едисън“ (на английски: Souvenir Strip of the Edison Kinetoscope), определяна от киноисториците като един от най-ранните филмови сериали.

## Сюжет
Юджин Сендоу, който твърди, че е най-силния човек на света, се изявява пред камерата в оскъдно облекло. Той изпъва мускулите си, заемайки различни пози, с цел да се подчертае физиката му.

## В ролите
- Юджин Сендоу

## Продукция
Импресариото Флоренц Зигфелд установява, че публиката повече се възхищава на издутите мускули на Юджин Сендоу, отколкото на тежестите, които той може да вдига. Така Сендоу започва да заема пози, открояващи мускулатурата му, в допълнение към подвизите му с повдигане на щанги. Легендарният силен мъж бързо се превръща в първата звезда на Зигфелд.
През 1894 година Зигфелд и Сендоу се озовават във филмовото студио Блек Мария при лабораториите на Томас Едисън в Ню Джърси. Решено е да бъде заснет филм, който да фокусира вниманието на публиката върху телосложението на Сендоу и така той да придобие още по-голяма популярност, възползвайки се от възможностите, които предоставя новата медия. Филмът е заснет с кинетоскоп и е представен пред зрителите на 18 май 1894 година, превръщайки се в първата комерсиална кинопрожекция в историята.